# Абу Марван Абд аль-Малік II
Абу Марван Абд аль-Малік II ібн Зідан (араб. عبد الملك بن زيدان; д/н — 10 березня 1631) — султан Марокко з династії Саадитів в 1627—1631 роках. Першим зумів об'єднати державу. Мав лакаб аль-Дахабі. Відомий також як Абд аль-Малік III.

## Життєпис
Син султана Зідана ан-Насіра. Про дату народження й молоді роки обмаль відомостей. Після смерті батька успадкував трон. Втім вимушений був придушувати повстання братів Аль-Валіда й Мухаммада аш-Шейха. На півночі також повстав інший брат Ахмад. 
Цією боротьбою скористалися пірати в Сале, що утворили незалежну державу (відома як Республіка Сале), відмовившись сплачувати данину султану. В Сусі оголосив незалежність Сіді Алі.
Протягом року Абу Марван Абд аль-Малік II придушив повстання братів, конфіскувавши їхнє майно. 1628 року повалив брата Ахмада, що перед тим захопив Фес (тут той стратив Мухаммада ібн аль-Мамуна). В результаті після тривалого періоду було відновлено єдність держави.
1631 року, намагаючись створити протидію Іспанії, уклав з Францією торгівельний договір (так звані капітулярії), за яким французьким купцям надавалися митні пільги, створювалося консульство і надавалося свобода віросповідування французьким підданим.
Сам султан мешкав у Марракеші й дедалі більше уваги приділяв розвагам, гарему та пиятиці. Зрештою внаслідок змови його було вбито у 1631 році. Трон посів його брат Аль-Валід ібн Зідан.